# Skipped Parts
Skipped Parts is een film uit 2000 onder regie van Tamra Davis.

## Verhaal
1963. De 14-jarige zoon van een tienermoeder is al erg volwassen voor zijn leeftijd en denkt ook vaak aan seks. Hij wordt verliefd op zijn klasgenoot Maurey. Zij beschouwt hem echter slechts als vriend. Toch moet dit anders worden wanneer ze op 14-jarige leeftijd zwanger van hem raakt.

## Rolverdeling
| Acteur               | Personage        |
| -------------------- | ---------------- |
| Jennifer Jason Leigh | Lydia Callahan   |
| Bug Hall             | Sam Callahan     |
| Mischa Barton        | Maurey Pierce    |
| Drew Barrymore       | Fantasie-meisje  |
| Brad Renfro          | Dothan Talbot    |
| R. Lee Ermey         | Caspar Callahan  |
| Alison Pill          | Chuckette Morris |